# 1994 CQ
1994 CQ är en asteroid i huvudbältet som upptäcktes den 4 februari 1994 av de båda japanska astronomerna Seiji Ueda och Hiroshi Kaneda i Kushiro.
Den tillhör asteroidgruppen Nysa.